# Campionat de l'Iran de ciclisme en contrarellotge
El Campionat de l'Iran de ciclisme en contrarellotge és una competició ciclista que serveix per a determinar el Campió de l'Iran de ciclisme en contrarellotge. El títol s'atorga al vencedor d'una única carrera. El vencedor obté el dret a portar un mallot amb els colors de la bandera iraniana fins al Campionat de l'any següent.

## Palmarès masculí
| Any  | Primer                     | Segon                      | Tercer                  |
| 1999 | Omid Seraji                | Masoud Hajjeh              | Vahid Falahi            |
| 2001 | Ghader Mizbani             | Ahad Kazemi                | Mohammed Mehdi          |
| 2005 | Mahdi Sohrabi              | Amir Zargari               | Alireza Haghi           |
| 2006 | Ghader Mizbani             | Hossein Askari             | Alireza Haghi           |
| 2007 | Hossein Askari             | Ghader Mizbani             | Abbas Saeidi Tanha      |
| 2008 | No disputat                | No disputat                | No disputat             |
| 2009 | Mahdi Sohrabi              | Amir Zargari               | Janati Hamed            |
| 2010 | Hossein Askari             | Alireza Haghi              | Hossein Jahabanian      |
| 2011 | Hossein Askari             | Mahdi Sohrabi              | Ali Torabi              |
| 2012 | Alireza Haghi              | Behnam Khalili Khosroshahi | Abbas Saeidi Tanha      |
| 2013 | Behnam Khalili Khosroshahi | Amir Zargari               | Alireza Haghi           |
| 2014 | Alireza Haghi              | Behnam Khalili Khosroshahi | Amir Zargari            |
| 2015 | Hossein Askari             | Alireza Haghi              | Arvin Moazemi           |
| 2016 | Arvin Moazemi              | Mirsamad Pourseyedi        | Behnam Ariyan           |
| 2017 | Mirsamad Pourseyedi        | Behnam Ariyan              | Mohammad Rajablou       |
| 2018 | Mirsamad Pourseyedi        | Hossaini Reza              | Behnam Ariyan           |
| 2019 | Saeid Safarzadeh           | Behnam Ariyan              | Mohammad Rajablou       |
| 2020 | No disputat                | No disputat                | No disputat             |
| 2021 | Behnam Ariyan              | Morteza Rezvani            | Saeid Safarzadeh        |
| 2022 | Hossein Askari             | Behnam Ariyan              | Amir Hossein Jamshidian |
| 2023 | Saeid Safarzadeh           | Hossein Askari             | Behnam Ariyan           |
| 2024 | Saeid Safarzadeh           | Behnam Ariyan              | Hossein Askari          |

### Palmarès sub-23
| Any  | Primer         | Segon                | Tercer               |
| 2015 | Esmail Chaichi | Mehdi Rajabi         | Dariush Esmaeilzadeh |
| 2016 | Esmail Chaichi | Dariush Esmaeilzadeh | Mohammad Ganjkhanlou |

## Palmarès femení
| Any  | Primera           | Segona                  | Tercera            |
| 2012 | Niknaz Fazeli     | Roghayeh Sharifi        | Najmeh Hosseinpour |
| 2014 | Maryam Jalaliyeh  | Roghayeh Sharifi        | Fereshteh Chelani  |
| 2015 | Reyhaneh Khatouni | Mandana Dehghan         | Samira Rahimi      |
| 2016 | Maryam Jalaliyeh  | Mandana Dehghan         | Somayeh Yazdani    |
| 2017 | Somayeh Yazdani   | Seyedehmaryam Jalaliyeh | Mandana Dehghan    |
| 2018 | Maryam Jalaliyeh  | Frouzan Abdollahi Arab  | Fatemeh Feizi      |
| 2019 | Somayeh Yazdani   | Mandana Dehghan         | Maryam Jalaliyeh   |
| 2020 | No disputat       | No disputat             | No disputat        |
| 2021 | Mandana Dehghan   | Somayeh Yazdani         | Sajedeh Siyahian   |
| 2022 | Mandana Dehghan   | Reyhaneh Khatouni       | Somayeh Yazdani    |
| 2023 | Somayeh Yazdani   | Reyhaneh Khatouni       | Mandana Dehghan    |
| 2024 | Mandana Dehghan   | Reyhaneh Khatouni       | Somayeh Yazdani    |